# Limenitis demialba
Limenitis demialba är en fjärilsart som beskrevs av Butler 1872. Limenitis demialba ingår i släktet Limenitis och familjen praktfjärilar. Inga underarter finns listade i Catalogue of Life.